# Monumento alla Resistenza (Lodi)
Il monumento alla Resistenza è un monumento di Lodi, posto in piazzale delle Medaglie d'Oro, nel punto centrale dei giardini pubblici Federico Barbarossa. È dedicato alla Resistenza partigiana durante la seconda guerra mondiale.
Il monumento fu soprannominato popolarmente «Belfagor», per il suo aspetto che ricordava quello del protagonista di un popolare sceneggiato televisivo.

## Storia
Realizzato dallo scultore Gianni Vigorelli, il monumento fu inaugurato il 25 aprile 1967, nel ventiduesimo anniversario della Liberazione, alla presenza del senatore a vita ed ex partigiano Ferruccio Parri.
Nel 2011, in seguito alla caduta di una parte della statua (la mano del bambino), si decise di smontare il monumento per un restauro approfondito. Il restauro si concluse nella primavera del 2015, in tempo per le celebrazioni del 70º anniversario della Liberazione.

## Caratteristiche

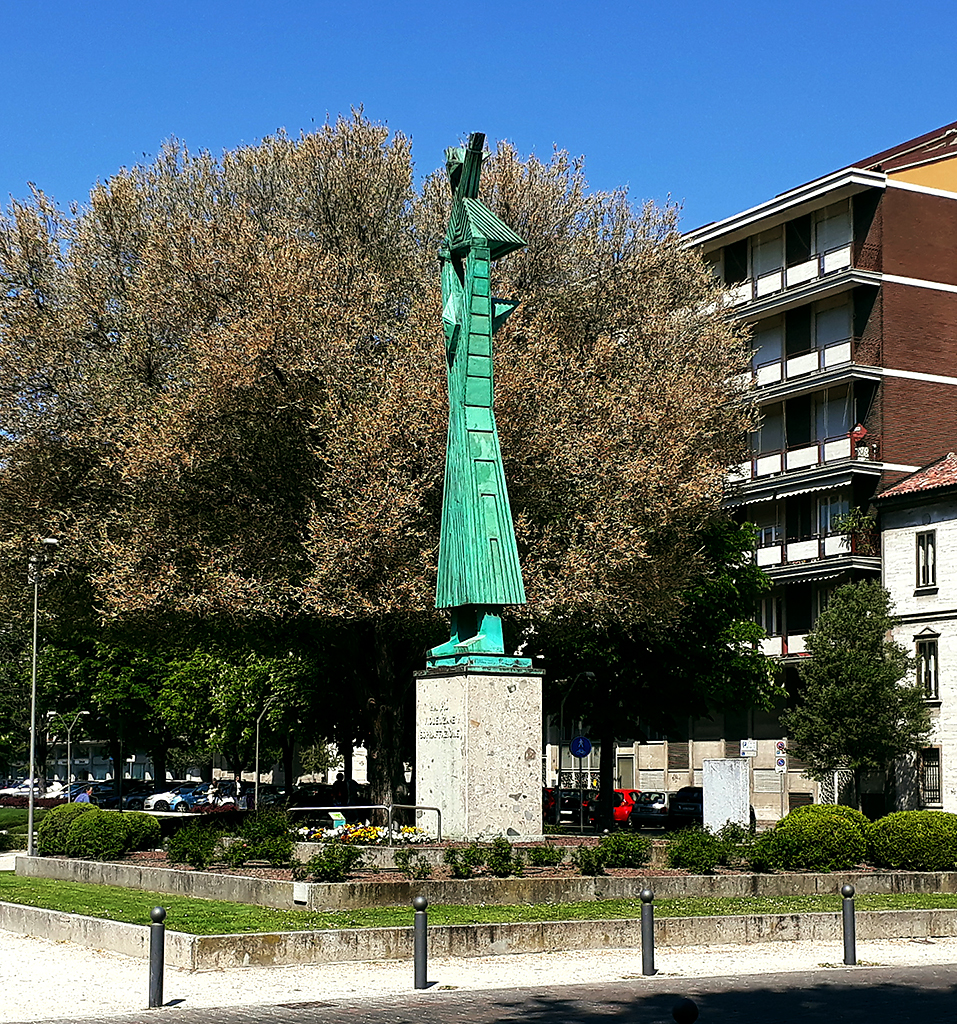
Vista laterale

Il monumento è in rame, con struttura interna in ferro, e poggia su un basamento in pietra. Rappresenta una donna che alza il suo bambino verso il cielo, simboleggiando l'amore verso le nuove generazioni e la fiducia che queste cresceranno sviluppando ideali di pace.
Sul basamento sono scolpite due scritte: anteriormente «Mai più violenza e sopraffazione», e posteriormente «Lodi agli ideali e ai martiri della Resistenza».